# Stone Sour
Stone Sour je americká hard rocková skupina třikrát nominovaná na cenu Grammy z města Des Moines, Iowa ze Spojených států. Byla založena roku 1992 Corey Taylorem a Joelem Ekmanem (ex-bubeník). Skupina je pojmenovaná podle nápoje, který se skládá z whisky a pomerančové šťávy.

## Členové
- Corey Taylor (zpěv)
- Josh Rand (kytara)
- Roy Mayorga (bicí)
- Johny Chow (baskytara)
- Christian Martucci (kytara)

Corey Taylor je v současnosti zároveň zpěvákem a frontmanem crossover metalové kapely Slipknot.
Mezi dřívější členy Stone Sour patří zakladatel skupiny bubeník Joel Ekman, kytarista Jim Root a Shawn Economaki. Jim Root momentálně působí ve skupině Slipknot, Stone Sour opustil v roce 2014 z dosud neznámých důvodů.

## Alba

### DEMO CD (1994)
- Surgery
- Tumult
- Super Skin
- That's Ridiculous
- Sometimes
- Faux Pax
- I Can't Believe
- Maybe When I Die Then I'll Meet Elvis
- Tar Poo
- Funky Milk
- Bedanya
- Simple Woman
- September
- Bertha
- Inherited
- Voices Again
- Mother's Ghost

### Stone Sour (2002)
- Get Inside
- Orchids
- Cold Reader
- Choose
- Inhale
- Bother
- Blue Study
- Take A Number
- Idle Hands
- Tumult
- Omega
- Blotter

### Stone Sour (Special Edition) (2003)
- Get Inside
- Orchids
- Cold Reader
- Choose
- Inhale
- Bother
- Blue Study
- Take A Number
- Idle Hands
- Tumult
- Omega
- Rules Of Evidence [Bonus Track]
- The Wicked [Bonus Track]
- Inside The Cynic [Bonus Track]
- Kill Everybody [Bonus Track]
- Road Hogs [Bonus Track]
- Blotter

### Come what (ever) may (2006)
- 30/30-150
- Come What(ever) May
- Hell & Consequences
- Sillyworld
- Made Of Scars
- Reborn
- Your God
- Through Glass
- Socio
- 1st Person
- Cardiff
- Zzyzx Rd.
- Suffer

### Audio Secrecy (2010)
- Audio Secrecy
- Mission Statement
- Digital (Did You Tell)
- Say You’ll Haunt Me
- Dying
- Leťs Be Honest
- Unfinished
- Hesitate
- Nylon 6/6
- Miracles
- Pieces
- The Bitter End
- Imperfect
- Threadbare
- Hate Not Gone [Bonus Track]
- Anna [Bonus Track]
- Home Again [Bonus Track]
- Saturday Morning [Bonus Track]

### House of gold & bones,PT1 (2012)
- Gone severeign
- Absolute zero
- A rumor of skin
- The travelers,PT1
- Tired
- Ru 486
- My name is Allen
- Taciturn
- Influence of a drowsy god
- The travelers,PT2
- Last of the real

### House of gold & bones,PT2 (2013)
- Red City
- Black John
- Sadist
- Peckinpah
- Stalemate
- Gravesend
- 82
- The Uncanny Valley
- Blue Smoke
- Do Me a Favor
- The Conflagration
- The House of Gold & Bones

### Hydrograd (2017)
- YSIF
- Taipei Person / Allah Tea
- Knievel Has Landed
- Hydrograd
- Song #3
- Fabuless
- The Witness Trees
- Rose Red Violent Blue (This Song Is Dumb & So Am I)
- Thank God It's Ove
- St. Marie
- Mercy
- Whiplash Pants
- Friday Knights
- Somebody Stole My Eyes
- When the Fever Broke